# Badminton-Mannschaftseuropameisterschaft 2010
Bei der Badminton-Mannschaftseuropameisterschaft 2010 wurden die europäischen Mannschaftstitelträger bei den Damen- und Herrenteams ermittelt. Die Titelkämpfe fanden vom 16. bis zum 21. Februar 2010 in Warschau statt. Es nahmen 352 Sportler aus 27 Ländern teil. Sieger wurde in beiden Disziplinen Dänemark. Die Meisterschaft war gleichzeitig Qualifikationsturnier für den Thomas Cup 2010 und den Uber Cup 2010.

## Medaillengewinner
| Disziplin  | Gold     | Silber   | Bronze      |
| ---------- | -------- | -------- | ----------- |
| Herrenteam | Dänemark | Polen    | Deutschland |
| Damenteam  | Dänemark | Russland | Deutschland |

## Herren

### Herren – Gruppe A
| 16. Februar 2010 | 16. Februar 2010 | 16. Februar 2010 |
| ---------------- | ---------------- | ---------------- |
| Dänemark         | 5:0              | Island           |
| Kroatien         | 3:2              | Island           |
| Kroatien         | 5:0              | Ungarn           |
| Finnland         | 5:0              | Ungarn           |
| 17. Februar 2010 |                  |                  |
| Dänemark         | 5:0              | Kroatien         |
| Finnland         | 4:1              | Island           |
| 18. Februar 2010 |                  |                  |
| Dänemark         | 5:0              | Ungarn           |
| Dänemark         | 5:0              | Finnland         |
| Island           | 3:2              | Ungarn           |
| Finnland         | 4:1              | Kroatien         |

| Platz | Mannschaft | Spiele | Punkte |
| ----- | ---------- | ------ | ------ |
| 1.    | Dänemark   | 4      | 12     |
| 2.    | Finnland   | 4      | 9      |
| 3.    | Kroatien   | 4      | 6      |
| 4.    | Island     | 4      | 3      |
| 5.    | Ungarn     | 4      | 0      |

### Herren – Gruppe B
| 16. Februar 2010 | 16. Februar 2010 | 16. Februar 2010 |
| ---------------- | ---------------- | ---------------- |
| England          | 5:0              | Litauen          |
| Österreich       | 5:0              | Litauen          |
| Spanien          | 3:2              | Österreich       |
| Polen            | 4:1              | Spanien          |
| 17. Februar 2010 |                  |                  |
| England          | 5:0              | Österreich       |
| Polen            | 5:0              | Litauen          |
| 18. Februar 2010 |                  |                  |
| England          | 5:0              | Spanien          |
| Polen            | 3:2              | England          |
| Spanien          | 5:0              | Litauen          |
| Polen            | 4:1              | Österreich       |

| Platz | Mannschaft | Spiele | Punkte |
| ----- | ---------- | ------ | ------ |
| 1.    | Polen      | 4      | 12     |
| 2.    | England    | 4      | 9      |
| 3.    | Spanien    | 4      | 6      |
| 4.    | Österreich | 4      | 3      |
| 5.    | Litauen    | 4      | 0      |

### Herren – Gruppe C
| 16. Februar 2010 | 16. Februar 2010 | 16. Februar 2010 |
| ---------------- | ---------------- | ---------------- |
| Niederlande      | 5:0              | Griechenland     |
| Irland           | 3:2              | Estland          |
| 17. Februar 2010 |                  |                  |
| Niederlande      | 4:1              | Estland          |
| Irland           | 4:1              | Griechenland     |
| 18. Februar 2010 |                  |                  |
| Niederlande      | 4:1              | Irland           |
| Estland          | 4:1              | Griechenland     |

| Platz | Mannschaft   | Spiele | Punkte |
| ----- | ------------ | ------ | ------ |
| 1.    | Niederlande  | 3      | 9      |
| 2.    | Irland       | 3      | 6      |
| 3.    | Estland      | 3      | 3      |
| 4.    | Griechenland | 3      | 0      |

### Herren – Gruppe D
| 16. Februar 2010 | 16. Februar 2010 | 16. Februar 2010 |
| ---------------- | ---------------- | ---------------- |
| Deutschland      | 5:0              | Bulgarien        |
| Tschechien       | 4:1              | Schottland       |
| 17. Februar 2010 |                  |                  |
| Deutschland      | 5:0              | Schottland       |
| Bulgarien        | 3:2              | Tschechien       |
| 18. Februar 2010 |                  |                  |
| Deutschland      | 5:0              | Tschechien       |
| Schottland       | 4:1              | Bulgarien        |

| Platz | Mannschaft  | Spiele | Punkte |
| ----- | ----------- | ------ | ------ |
| 1.    | Deutschland | 3      | 9      |
| 2.    | Tschechien  | 3      | 3      |
| 3.    | Bulgarien   | 3      | 3      |
| 4.    | Schottland  | 3      | 3      |

### Herren – Gruppe E
| 16. Februar 2010 | 16. Februar 2010 | 16. Februar 2010 |
| ---------------- | ---------------- | ---------------- |
| Russland         | 4:1              | Italien          |
| Schweden         | 5:0              | Slowakei         |
| 17. Februar 2010 |                  |                  |
| Russland         | 5:0              | Slowakei         |
| Schweden         | 5:0              | Italien          |
| 18. Februar 2010 |                  |                  |
| Russland         | 4:1              | Schweden         |
| Slowakei         | 4:1              | Italien          |

| Platz | Mannschaft | Spiele | Punkte |
| ----- | ---------- | ------ | ------ |
| 1.    | Russland   | 3      | 9      |
| 2.    | Schweden   | 3      | 6      |
| 3.    | Slowakei   | 3      | 3      |
| 4.    | Italien    | 3      | 0      |

### Herren – Gruppe F
| 16. Februar 2010 | 16. Februar 2010 | 16. Februar 2010 |
| ---------------- | ---------------- | ---------------- |
| Frankreich       | 5:0              | Portugal         |
| Ukraine          | 3:2              | Wales            |
| 17. Februar 2010 |                  |                  |
| Frankreich       | 3:2              | Wales            |
| Ukraine          | 4:1              | Portugal         |
| 18. Februar 2010 |                  |                  |
| Ukraine          | 4:1              | Frankreich       |
| Wales            | 5:0              | Portugal         |

| Platz | Mannschaft | Spiele | Punkte |
| ----- | ---------- | ------ | ------ |
| 1.    | Ukraine    | 3      | 9      |
| 2.    | Frankreich | 3      | 6      |
| 3.    | Wales      | 3      | 3      |
| 4.    | Portugal   | 3      | 0      |

### Viertelfinale Herren
| 19. Februar 2010 | 19. Februar 2010 | 19. Februar 2010 |
| ---------------- | ---------------- | ---------------- |
| Deutschland      | 3:2              | Russland         |
| Ukraine          | 3:0              | Niederlande      |

### Plätze 1–4 Herren
| 20. Februar 2010 16:00 | 20. Februar 2010 16:00 | 20. Februar 2010 16:00 |
| ---------------------- | ---------------------- | ---------------------- |
| Polen                  | 3:2                    | Ukraine                |
| Dänemark               | 3:0                    | Deutschland            |

| 21. Februar 2010 16:00 | 21. Februar 2010 16:00 | 21. Februar 2010 16:00 |
| ---------------------- | ---------------------- | ---------------------- |
| Deutschland            | 3:1                    | Ukraine                |

| 21. Februar 2010 16:00 | 21. Februar 2010 16:00 | 21. Februar 2010 16:00 |
| ---------------------- | ---------------------- | ---------------------- |
| Dänemark               | 3:0                    | Polen                  |

- Peter Gade  – Przemysław Wacha  21-16 21-17
- Mathias Boe / Carsten Mogensen  – Adam Cwalina / Michał Łogosz  21-15 21-13
- Jan Ø. Jørgensen  – Hubert Pączek  21-14 21-13
- Jonas Rasmussen / Anders Kristiansen  – Robert Mateusiak / Łukasz Moreń nicht gespielt
- Joachim Persson  – Rafał Hawel nicht gespielt

| Platz | Mannschaft  |  |
| ----- | ----------- |  |
|       | Dänemark    |  |
|       | Polen       |  |
|       | Deutschland |  |
| 4.    | Ukraine     |  |
| 5.    | Niederlande |  |
| 5.    | Russland    |  |

## Damen

### Damen – Gruppe A
| 16. Februar 2010 | 16. Februar 2010 | 16. Februar 2010 |
| ---------------- | ---------------- | ---------------- |
| Dänemark         | 5:0              | Griechenland     |
| Tschechien       | 4:1              | Estland          |
| 17. Februar 2010 |                  |                  |
| Dänemark         | 5:0              | Estland          |
| Tschechien       | 5:0              | Griechenland     |
| 18. Februar 2010 |                  |                  |
| Dänemark         | 5:0              | Tschechien       |
| Estland          | 5:0              | Griechenland     |

| Platz | Mannschaft   | Spiele | Punkte |
| ----- | ------------ | ------ | ------ |
| 1.    | Dänemark     | 3      | 9      |
| 2.    | Tschechien   | 3      | 6      |
| 3.    | Estland      | 3      | 3      |
| 4.    | Griechenland | 3      | 0      |

### Damen – Gruppe B
| 16. Februar 2010 | 16. Februar 2010 | 16. Februar 2010 |
| ---------------- | ---------------- | ---------------- |
| Niederlande      | 5:0              | Lettland         |
| Finnland         | 4:1              | Lettland         |
| Belarus          | 3:2              | Finnland         |
| Belgien          | 3:2              | Belarus          |
| 17. Februar 2010 |                  |                  |
| Niederlande      | 5:0              | Finnland         |
| Belgien          | 5:0              | Lettland         |
| 18. Februar 2010 |                  |                  |
| Niederlande      | 4:1              | Belarus          |
| Niederlande      | 4:1              | Belgien          |
| Belarus          | 5:0              | Lettland         |
| Belgien          | 5:0              | Finnland         |

| Platz | Mannschaft  | Spiele | Punkte |
| ----- | ----------- | ------ | ------ |
| 1.    | Niederlande | 4      | 12     |
| 2.    | Belgien     | 4      | 9      |
| 3.    | Belarus     | 4      | 6      |
| 4.    | Finnland    | 4      | 3      |
| 5.    | Lettland    | 4      | 0      |

### Damen – Gruppe C
| 16. Februar 2010 | 16. Februar 2010 | 16. Februar 2010 |
| ---------------- | ---------------- | ---------------- |
| Russland         | 5:0              | Portugal         |
| England          | 5:0              | Kroatien         |
| 17. Februar 2010 |                  |                  |
| Russland         | 5:0              | Kroatien         |
| England          | 5:0              | Portugal         |
| 18. Februar 2010 |                  |                  |
| Russland         | 4:1              | England          |
| Portugal         | 3:2              | Kroatien         |

| Platz | Mannschaft | Spiele | Punkte |
| ----- | ---------- | ------ | ------ |
| 1.    | Russland   | 3      | 9      |
| 2.    | England    | 3      | 6      |
| 3.    | Portugal   | 3      | 3      |
| 4.    | Kroatien   | 3      | 0      |

### Damen – Gruppe D
| 16. Februar 2010 | 16. Februar 2010 | 16. Februar 2010 |
| ---------------- | ---------------- | ---------------- |
| Deutschland      | 5:0              | Island           |
| Schweden         | 3:2              | Spanien          |
| 17. Februar 2010 |                  |                  |
| Deutschland      | 4:1              | Spanien          |
| Island           | 4:1              | Schweden         |
| 18. Februar 2010 |                  |                  |
| Deutschland      | 5:0              | Schweden         |
| Spanien          | 3:2              | Island           |

| Platz | Mannschaft  | Spiele | Punkte |
| ----- | ----------- | ------ | ------ |
| 1.    | Deutschland | 3      | 9      |
| 2.    | Schweden    | 3      | 3      |
| 3.    | Island      | 3      | 3      |
| 4.    | Spanien     | 3      | 3      |

### Damen – Gruppe E
| 16. Februar 2010 | 16. Februar 2010 | 16. Februar 2010 |
| ---------------- | ---------------- | ---------------- |
| Frankreich       | 4:1              | Polen            |
| Ukraine          | 3:2              | Schottland       |
| 17. Februar 2010 |                  |                  |
| Schottland       | 3:2              | Frankreich       |
| Polen            | 3:2              | Ukraine          |
| 18. Februar 2010 |                  |                  |
| Frankreich       | 5:0              | Ukraine          |
| Schottland       | 4:1              | Polen            |

| Platz | Mannschaft | Spiele | Punkte |
| ----- | ---------- | ------ | ------ |
| 1.    | Schottland | 3      | 6      |
| 2.    | Frankreich | 3      | 6      |
| 3.    | Ukraine    | 3      | 3      |
| 4.    | Polen      | 3      | 3      |

### Damen – Gruppe F
| 16. Februar 2010 | 16. Februar 2010 | 16. Februar 2010 |
| ---------------- | ---------------- | ---------------- |
| Bulgarien        | 5:0              | Ungarn           |
| Wales            | 4:1              | Slowakei         |
| 17. Februar 2010 |                  |                  |
| Bulgarien        | 5:0              | Slowakei         |
| Wales            | 3:2              | Ungarn           |
| 18. Februar 2010 |                  |                  |
| Bulgarien        | 5:0              | Wales            |
| Slowakei         | 3:2              | Ungarn           |

| Platz | Mannschaft | Spiele | Punkte |
| ----- | ---------- | ------ | ------ |
| 1.    | Bulgarien  | 3      | 9      |
| 2.    | Wales      | 3      | 6      |
| 3.    | Slowakei   | 3      | 3      |
| 4.    | Ungarn     | 3      | 0      |

### Viertelfinale Damen
| 19. Februar 2010 | 19. Februar 2010 | 19. Februar 2010 |
| ---------------- | ---------------- | ---------------- |
| Deutschland      | 3:0              | Bulgarien        |
| Russland         | 3:0              | Schottland       |

### Plätze 1-4 Damen
| 20. Februar 2010 12:00 | 20. Februar 2010 12:00 | 20. Februar 2010 12:00 |
| ---------------------- | ---------------------- | ---------------------- |
| Russland               | 3:0                    | Niederlande            |
| Dänemark               | 3:1                    | Deutschland            |

| 21. Februar 2010 12:00 | 21. Februar 2010 12:00 | 21. Februar 2010 12:00 |
| ---------------------- | ---------------------- | ---------------------- |
| Deutschland            | 3:0                    | Niederlande            |

| 21. Februar 2010 12:00 | 21. Februar 2010 12:00 | 21. Februar 2010 12:00 |
| ---------------------- | ---------------------- | ---------------------- |
| Dänemark               | 3:2                    | Russland               |

- Tine Rasmussen  – Ella Diehl  21-8, 21-14
- Camilla Sørensen  – Tatjana Bibik  12-21, 11-21
- Karina Jørgensen  – Anastasia Prokopenko  21-19, 16-21, 16-21
- Lena Frier Kristiansen / Kamilla Rytter Juhl  – Tatjana Bibik / Olga Golovanova  21-14, 21-14
- Helle Nielsen / Marie Røpke  – Anastasia Prokopenko / Valeria Sorokina  21-17, 22-20

| Platz | Mannschaft  |
| ----- | ----------- |
|       | Dänemark    |
|       | Russland    |
|       | Deutschland |
| 4.    | Niederlande |
| 5.    | Bulgarien   |
| 5.    | Schottland  |